# Elaphoglossum annamense
Elaphoglossum annamense là một loài dương xỉ trong họ Dryopteridaceae. Loài này được C. Chr. & Tardieu mô tả khoa học đầu tiên năm 1939.
Danh pháp khoa học của loài này chưa được làm sáng tỏ. 